# Beni Montresor

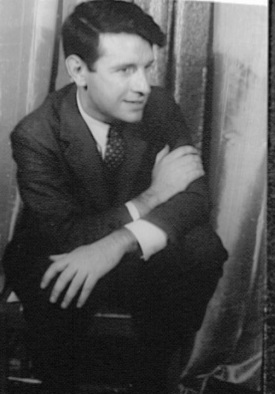
Beni Montresor, 1964 von Carl Van Vechten fotografiert

Beni Montresor (eigentlich Benito Montresor; * 31. März 1926 in Bussolengo; † 11. Oktober 2001 in Verona) war ein italienischer Bühnenbildner, Regisseur und Illustrator.

## Leben
Montresor studierte am Liceo Artistico in Verona und an der Accademia di belle arti in Venedig. Danke eines Stipendiums konnte er auch das Centro Sperimentale di Cinematografia in Rom besuchen, wo er u. a. mit Federico Fellini zusammenarbeitete. Nach seinem Abschluss arbeitete er als Bühnenbildner im Filmstudio Cinecittà überwiegend an kommerziellen Filmproduktionen.
1960 ging er nach New York und arbeitete an zahlreichen Opernhäusern weltweit als Bühnenbildner, so an der Metropolitan Opera in New York, wo er 1964 mit The Last Savage von Gian Carlo Menotti debütierte, dem Royal Opera House in London und der Opéra National de Paris.
The London Times nannte ihn „einen Zauberer der Bühne“, Le Monde „einen visionären Poeten“, die New York Times „einen der wenigen wirklichen Romantiker“. Dabei beschränkte sich Montresor nicht auf das Theater: er war auch als Illustrator von rund 30 Kinderbüchern. Für die Illustration von Beatrice Schenk de Regniers (1914–2000) May I Bring a Friend? erhielt er 1965 die Caldecott Medal.
Nachdem er bereits zwischen 1953 und 1959 als Kostüm- und Szenenbildner für die italienische Filmindustrie gearbeitet hatte, wandte sich Montresor Ende der 1960er Jahre wieder intensiver dieser Arbeit zu und inszenierte zwei Filme nach eigenem Drehbuch in den Vereinigten Staaten bzw. in Frankreich.
In der zweiten Hälfte seiner Karriere arbeitete er häufig als Opernregisseur an der Scala in Mailand, am Teatro Carlo Felice in Genua, dem Teatro Massimo Vittorio Emanuele in Palermo und dem Teatro dell’Opera di Roma der italienischen Hauptstadt. Herausragend waren in seiner Zeit in Verona die Inszenierungen von Cinderella (von Prokofjew) 1978 und von Giselle 1985. Für das Teatro Filarmonico führte er Regie und war für Kostüme und Bühnenbild der Zauberflöte 1991 verantwortlich; im Estate Teatrale brachte er Der Bürger als Edelmann auf die Bühne und für die Arena di Verona entstand eine Madama Butterfly (1997) sowie Die lustige Witwe (1999). Für seine späteren Inszenierungen und Bilder musste Montresor auch Kritik einstecken; sie wurden als artifiziell oder zu fernsehgemäß bezeichnet.
Beni Montresor starb 2001 in Verona an Bauchspeicheldrüsenkrebs.

## Filmografie (Auswahl)

### Regie
- 1970: Pilgrimage
- 1974: Das Ritual (La messe dorée) mit Lucia Bosè

### Bühnenbild
- 1958: Non sono più guaglione von Domenico Paolella
- 1959: Destinazione Sanremo von Domenico Paolella

## Bibliografie
- Gaetano Miglioranzi: Dal colore alla luce. Beni Montresor, un protagonista del teatro internazionale Corazzano, Titivillus Edizioni, 2004.
- Linda Hendrickson: „Montresor, Beni“. In: The Oxford Encyclopedia of Children's Literature. Oxford University Press, 2006, Online.